# Wszystkie stworzenia duże i małe (serial 1978)
Wszystkie stworzenia duże i małe (ang. All Creatures Great and Small) – brytyjski serial z lat 1978-1990 na podstawie powieści Jamesa Herriota o tym samym tytule.

## Obsada
- Christopher Timothy jako James Herriot
- Robert Hardy jako Siegfried Farnon
- Peter Davison  jako Tristan Farnon
- Rebecca Smith jako Rosie Herriot
- Oliver Wilson jako Jimmy Herriot